# Kenneth Jurkowski
Kenneth Jurkowski (Rhinebeck, 2 de septiembre de 1981) es un deportista estadounidense que compitió en remo. Ganó una medalla de bronce en el Campeonato Mundial de Remo de 2006, en la prueba de ocho con timonel.

## Palmarés internacional
| Campeonato Mundial | Campeonato Mundial | Campeonato Mundial | Campeonato Mundial |
| Año                | Lugar              | Medalla            | Prueba             |
| ------------------ | ------------------ | ------------------ | ------------------ |
| 2006               | Eton (Reino Unido) | Medalla de bronce  | Ocho con timonel   |